# شرق الجزيرة (السودان)

خريطة منطقة السودان شرق الجزيرة

شرق الجزيرة هي رقعة البطانة الواقعة شرق النيل الأزرق تحدها من الشمال ولاية الخرطوم محلية شرق النيل، ومن الجنوب محلية أم القرى ومن الغرب منطقة شرق النيل وشرقاً ولايتي كسلا والقضارف، ومناخها يقع في نطاق السافانا الفقيرة، ومساحتها حوالي 8449,45 كم² لتشكل بذلك حوالي ثلث مساحة ولاية الجزيرة، وهي عبارة عن سهل منبسط ينحدر تدريجياً جهة الشمال والغرب.

## السكان
يبلغ تعداد سكان المحلية أكثر من خمسمائة ألف نسمة حسب إحصاء الجهاز المركزي للإحصاء 2008م بنسب متقاربة بين الإناث والذكور .

## تقسيماتها
أهم مناطقها قرية الطليح وتمبول مدينة الجنيد صناعة السكر - و ود راوة التجارة - رفاعة 'التعليم'.
تنقسم منطقة شرق الجزيرة لخمس وحدات وهي:
- وحدة رفاعة
- وحدة أرياف رفاعة حيث تضم عدد كبير من القرى منها: العزيبة وضواحيها البادية قرى أبرزها قرية العُك بانت والتكلة والتراجمة وأم حريزات وحشيش وقرفة وحمدت الله الحمر والرضمة ود آدم وود الأمين وأم عكش وعوفينه والبلعلاب اللعوتة والسيلات الفاطراب والنجاضة الأحامدة والدخاخين والخبير والسرفاب والحدبات والحنضلاب.
- وحدة الهلالية
- وحدة تمبول وتتبع لها 128 قرية ومن أهم القرى الحدودية لتمبول مجمع قرى كريعات (العيشاب والجعلين والشايقية والسدارنة أوطيبة عبد الهادي) وكريعات اللعوته والطليح.
- وحدة ودراوة

## المؤسسات التعليمية
- كلية التربية رفاعة – جامعة الجزيرة.
- كلية الشريعة والقانون طالبات رفاعة –جامعة القرآن الكريم وتأصيل العلوم ود مدني.
- كلية الشيعة والفانون طلاب الهلالية ـ “ “ ود مدني.
- كلية الشريعة والقانون طالبات الهلاليةـ “ “ ود مدني
- كلية علوم الإدارة والاقتصاد الهلالية_جامعة الجزيرة.
- كلية اللغات الهلالية_جامعة الجزيرة.
- كلية الطب البيطري تمبول – جامعة الجزيرة

ويجدر بالإشارة إلى أن بداية تعليم البنات بمنطقة شرق الجزيرة كانت سنة 1903 م بمدينة رفاعة على يد الشيخ بابكر بدري. وتعتبر قرية زرقة الثانية بعد رفاعة في تعليم البنات على مستوى السودان ومن القرى أيضا قرية الطليح وتقع شمال تمبولة.